# Sommer-Paralympics 2004/Leichtathletik/Weitsprung
Die Ergebnisliste der Weitsprung-Wettbewerbe bei den Sommer-Paralympics 2004 in Athen

## Männer

### F11
| Platz | Land | Athlet             |
| ----- | ---- | ------------------ |
| 1     | CHN  | Li Duan            |
| 2     | USA  | Elexis Gillette    |
| 3     | RUS  | Sergey Sewostianow |

### F12
| Platz | Land | Athlet             |
| ----- | ---- | ------------------ |
| 1     | AZE  | Oleg Panyutin      |
| 2     | RSA  | Hilton Langenhoven |
| 3     | CHN  | Qifeng Duan        |

### F13
| Platz | Land | Athlet            |
| ----- | ---- | ----------------- |
| 1     | CUB  | Angel Jimenez     |
| 2     | BEL  | Igor Fortunov     |
| 3     | PLE  | Mohammed Fannouna |

### F36-F38
| Platz | Land | Athlet        |
| ----- | ---- | ------------- |
| 1     | CHN  | Guo Wei       |
| 2     | CHN  | Xin Han Fu    |
| 3     | AUS  | Darren Thrupp |

### F42
| Platz | Land | Athlet         |
| ----- | ---- | -------------- |
| 1     | GER  | Wojtek Czyz    |
| 2     | ITA  | Stefano Lippi  |
| 3     | GER  | Heinrich Popow |

### F44
| Platz | Land | Athlet             |
| ----- | ---- | ------------------ |
| 1     | SUI  | Urs Kolly          |
| 2     | ITA  | Roberto La Barbera |
| 3     | USA  | Marlon Shirley     |

### F46
| Platz | Land | Athlet           |
| ----- | ---- | ---------------- |
| 1     | UKR  | Anton Skachkov   |
| 2     | MAR  | Mohammed Dif     |
| 3     | FRA  | Arnaud Assoumani |

## Frauen

### F12
| Platz | Land | Athlet          |
| ----- | ---- | --------------- |
| 1     | BLR  | Volha Zinkevich |
| 2     | ESP  | Rosalia Lazaro  |
| 3     | BLR  | Hanna Kaniuk    |

### F13
| Platz | Land | Athlet            |
| ----- | ---- | ----------------- |
| 1     | Cub  | Ana I. Jimenez    |
| 2     | GRE  | Anthi Karagianni  |
| 3     | BLR  | Aksana Sivitskaya |

### F42
| Platz | Land | Athlet           |
| ----- | ---- | ---------------- |
| 1     | CHN  | Hai Yuan Zhang   |
| 2     | GER  | Christine Wolf   |
| 3     | MEX  | Perla Bustamante |

### F44-F46
| Platz | Land | Athlet          |
| ----- | ---- | --------------- |
| 1     | AUT  | Andrea Scherney |
| 2     | CHN  | Juan Wang       |
| 3     | USA  | April Holmes    |